# جنگاوران اخترناو (فیلم)
جنگاوران اخترناو (به انگلیسی: Starship Troopers) فیلمی علمی–تخیلی و فرازمینی محصول سال ۱۹۹۷ به کارگردانی پل ورهوفن است. این فیلم اقتباسی از رمان علمی تخیلی، جنگاوران اخترناو اثر رابرت آنسون هاین‌لاین است.
در این فیلم کاسپر ون دین، دنیس ریچاردز، دینا میر، جیک بیزی، نیل پاتریک هریس، مایکل ایرون ساید، پاتریک مولدن، کلنسی براون، ست گیلیام، بوروس گری، مارشال بل، برندا استرانگ، امی اسمارت، دین نوریس، رو مک‌کلاناهان، آنتونی روئیویوار، داله دای و رابرت دیوید هال بازی کردند.

## داستان
دنیای آینده. زمین برای جدال در برابر حشرات غول آسایی از سیارات دیگر که به مایهٔ تهدیدی جدی بدل شده‌اند، آماده می‌شود. «جانی» (وان دین) و «کارمن» (ریچاردز)، هم مدرسه ای‌های دل باختهٔ یک‌دیگر که از هم جدا شده‌اند و به ارتش پیوسته‌اند، دوباره طی علملیات جنگی در فضا یک‌دیگر را می‌یابند. خیلی زود جنگ آدم‌ها و حشرات شدت می‌گیرد.